# Edin Mujčin
Edin Mujčin est un footballeur international bosnien né le 14 janvier 1970.